# 布羅科蓬多水庫

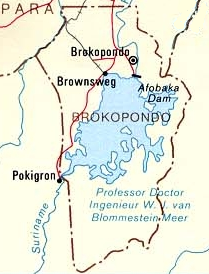
A map showing the location of the Brokopondo Reservoir and its Dutch name.

布羅科蓬多水庫（荷蘭語：Brokopondostuwmeer）是南美洲國家蘇里南的水庫，湖水主要來自蘇里南河，面積1,560平方公里，集水區面積12,200平方公里，蓄水量200億立方米，是全球最大的水庫之一。

## 外部連結
维基共享资源上的相關多媒體資源：布羅科蓬多水庫